# Matthew Lee
Matthew Lee (conocido como Matty Lee; Leeds, 5 de marzo de 1998) es un deportista británico que compite en saltos de plataforma.
Participó en los Juegos Olímpicos de Tokio 2020, obteniendo una medalla de oro en la prueba sincronizada (junto con Thomas Daley). En los Juegos Europeos de 2015 obtuvo una medalla de oro en la prueba de plataforma 10 m.
Ganó tres medallas en el Campeonato Mundial de Natación entre los años 2017 y 2022, y seis medallas en el Campeonato Europeo de Natación entre los años 2016 y 2021.
En 2022 fue nombrado miembro de la Orden del Imperio Británico (MBE).

## Palmarés internacional
| Juegos Olímpicos   | Juegos Olímpicos        | Juegos Olímpicos  | Juegos Olímpicos             |
| Año                | Lugar                   | Medalla           | Prueba                       |
| ------------------ | ----------------------- | ----------------- | ---------------------------- |
| 2020               | Tokio (Japón)           | Medalla de oro    | Plataforma 10 m sincro       |
| Campeonato Mundial |                         |                   |                              |
| Año                | Lugar                   | Medalla           | Prueba                       |
| 2017               | Budapest (Hungría)      | Medalla de plata  | Plataforma 10 m sincro mixto |
| 2019               | Gwangju (Corea del Sur) | Medalla de bronce | Plataforma 10 m sincro       |
| 2022               | Budapest (Hungría)      | Medalla de plata  | Plataforma 10 m sincro       |
| Juegos Europeos    |                         |                   |                              |
| Año                | Lugar                   | Medalla           | Prueba                       |
| 2015               | Bakú (Azerbaiyán)       | Medalla de oro    | Plataforma 10 m              |
| Campeonato Europeo |                         |                   |                              |
| Año                | Lugar                   | Medalla           | Prueba                       |
| 2016               | Londres (Reino Unido)   | Medalla de plata  | Plataforma 10 m sincro mixto |
| 2016               | Londres (Reino Unido)   | Medalla de bronce | Equipo mixto                 |
| 2017               | Kiev (Ucrania)          | Medalla de oro    | Plataforma 10 m sincro mixto |
| 2017               | Kiev (Ucrania)          | Medalla de bronce | Plataforma 10 m              |
| 2018               | Glasgow (Reino Unido)   | Medalla de plata  | Plataforma 10 m sincro mixto |
| 2021               | Budapest (Hungría)      | Medalla de oro    | Plataforma 10 m sincro       |